# Дубова Колода (гміна)
Гміна Дубова Колода (пол. Gmina Dębowa Kłoda, ґміна Дембова-Клода) — сільська гміна у східній Польщі. Належить до Парчівського повіту Люблінського воєводства. Центр гміни — село Дубова Колода.
Станом на 31 грудня 2011 у гміні проживало 4014 осіб.

## Площа
Згідно з даними за 2007 рік площа гміни становила 188.29 км², у тому числі:
- орні землі: 60.00 %
- ліси: 30.00 %

Таким чином, площа гміни становить 19.77 % площі повіту.

## Населення
Станом на 31 грудня 2011:
| Опис     | Загалом | Загалом | Чоловіки | Чоловіки | Жінки | Жінки |
| -------- | ------- | ------- | -------- | -------- | ----- | ----- |
| одиниця  | осіб    | %       | осіб     | %        | осіб  | %     |
| все      | 4014    | 100     | 1985     | 49.45    | 2029  | 50.55 |
| міське   | 0       | 100     | 0        |          | 0     |       |
| сільське | 4014    | 100     | 1985     | 49.45    | 2029  | 50.55 |

## Сусідні гміни
Гміна Дубова Колода межує з такими гмінами: Вирики, Парчів, Подедвуже, Сосновиця, Старий Брус, Устимів, Яблонь.